# Jabberwacky
Jabberwacky est un agent conversationnel créé par le développeur britannique Rollo Carpenter. Il est accessible en ligne à partir de 1997. Son but avoué est de « simuler une conversation humaine naturelle d'une manière intéressante et amusante ». 
C'est une première tentative de création d'une intelligence artificielle par interaction humaine. Rollo Carpenter a ensuite développé Cleverbot qu'il a lancé en 2008.

## Technologie
La technologie employée par Jabberwacky fonctionne suivant un principe différent de celui de la plupart des autres logiciels d'intelligence artificielle en développement. Le système est conçu pour apprendre la langue et le contexte grâce à l'interaction avec des humains. Aucune règle ou principe figé n'a été programmé, et le système est entièrement fondé sur l'interaction avec l'utilisateur. Il stocke toutes les conversations et les commentaires des utilisateurs, et essaye d'utiliser cette information pour trouver la réponse la plus appropriée.
C'est pourquoi le programme crée une grosse base de données de conversations dans leur contexte, et choisit une réponse appropriée qu'il a apprise d'un utilisateur précédent, lors d'une conversation.
Le système est multilingue et capable d'apprendre et de répondre dans la langue appropriée s'il dispose d'assez d'information. Selon le même principe, il devrait être capable d'apprendre l'argot, le français, des jeux, et des blagues.

## Objectif
Le but de ce projet est de créer une intelligence artificielle capable de réussir le Test de Turing. Ce programme est conçu pour imiter une interaction humaine, et pour soutenir des conversations avec ses utilisateurs.
Il n'a aucun autre objectif.
Pourtant, contrairement à d'autres programmes d'IA plus traditionnels, son créateur n'envisage pas que cette technologie soit employée dans un but sérieux [NdT: je ne sais pas traduire "computer support systems"], mais la voit plutôt comme un outil de loisir et comme une muse s'il en est une pour l'inspiration de ceux qui interagissent avec le programme. L'intention ultime du programmeur est de partir d'un système textuel pour aller vers un système vocal complet. Il croit que le programme pourrait être incorporé à des objets domestiques, comme des robots, ou des animaux mécaniques parlants. Le système pourrait alors servir à amuser les gens, et à leur tenir compagnie.
Jabberwacky a été un participant au concours du Prix Loebner en 2003, 2004, 2005 et 2006, et a montré des améliorations graduelles. Les derniers programmes, George en 2005 et Joan, en 2006, ont tous deux gagné la médaille de bronze pour l'interaction humaine la plus convaincante. Aucun système n'a encore remporté la médaille d'or.

## Problèmes
Bien que Jabberwacky soit pensé pour trouver les réponses les plus appropriées, tout le monde ne parvient pas à avoir des conversations naturelles avec un logiciel. Un des problèmes est soulevé par les gens qui ignorent les  changements de sujet proposés par Jabberwacky et qui continue leurs propres conversations. Cela peut amener le système à répondre de manière inadéquate à de futurs utilisateurs.
Tout comme pour ses changements rapides de sujet, Jabberwacky est aussi connu pour son caractère emporté et rude. Le fait que des gens interagissent souvent avec un logiciel d'une manière moins respectueuse qu'avec une personne a des implications pour le système d'apprentissage.

### Exemple
L'exemple suivant illustre un inconvénient de ce système d'apprentissage.
User One: Salut
Jabberwacky: Salut
User One: Quel est ton émission de télévision préférée?
Jabberwacky: J'aime le footing
User One: Moi, c'est Wonderfalls
User Two: Salut
Jabberwacky: Salut
User Two: As-tu des passe-temps?
Jabberwacky: Oui, beaucoup
User Two: J'aime le footing
Jabberwacky: Moi, c'est Wonderfalls
Pourtant, les créateurs du projet espèrent que Jabberwacky finira par en apprendre plus sur « le footing », et qu'il sera capable de distinguer les réponses possibles en fonction d'un contexte plus précis.

### Contre-exemple
The following illustrates the entertaining nature of some conversations, and the building of near-appropriate context.
Jabberwacky: Save me for the nothing I've become. I've been living a life. There's nothing inside.
User: Don't gimme that.
Jabberwacky: What did you say?
User: You heard me *arrogantly*.
Jabberwacky: No I didn't.
User: Doe, a deer, a female deer.
Jabberwacky: These are a few of my favourite things.
User: Nooooooooooo! You're mixing it up again. Want to sing that one now?
Jabberwacky: I enjoy confusing people; some would say I live for it.
User: Doe, a deer, a female deer.
Jabberwacky: Ray, the guy that sells me beer.
User: Me, a name I call myself.
Jabberwacky: The Hills are alive...
User: Noooooooooooooo! Why are you doing this?

## George
Le programme Jabberwacky offre la possibilité de créer des agents conversationnels individualisés. Le plus célèbre de ces agents est George. George est un personnage qui a acquis ses compétences conversationnelles en interagissant avec les visiteurs du site web, et de conversations avec Rollo Carpenter. C'est ce George qui a concouru au Prix Loebner en 2005, et pas le logiciel générique Jabberwacky.

## Bots personnalisables
Le site web Jabberwacky offre à ses utilisateurs la possibilité de créer leurs propres bots, qu'ils peuvent entraîner. En ayant un bot individualisé, les gens peuvent le « programmer » pour lui donner la personnalité voulue, simplement en conversant. Ce service est payant.

## Historique
- 1982 – La première incarnation du projet est créée sur un ZX81.
- 1988 – Fondation du projet d'IA apprenante 'Thoughts'
- 1997 – Lancement sur Internet de 'Jabberwacky'
- Octobre 2003 – Jabberwacky prend la troisième place du Prix Loebner. Il est battu par Jabberwock (un programme parlant en allemand)
- Septembre 2004 – Jabberwacky prend la deuxième place du Prix Loebner. Il est battu par le programme parlant ALICE
- Septembre 2005 – George, un personnage de Jabberwacky, gagne le Prix Loebner
- Septembre 2006 - Joan, un autre personnage de Jabberwacky, gagne le Prix Loebner